# Douwe Fokkema
Douwe Wessel Fokkema (Utrecht, 1931. május 4. – Amstelveen, 2011. augusztus 23.; kínai neve pinjin hangsúlyjelekkel: Fó Kèmǎ; magyar népszerű: Fo Ko-ma; egyszerűsített kínai: 佛克马; hagyományos kínai: 佛克馬) holland irodalomtörténész, sinológus, az Utrechti Egyetem professzora.

## Főbb munkái

### Angolul
- Literary Doctrine in China and Soviet Influence 1956-1960 (1965)
- Theories of Literature in the Twentieth Century  (1977, 1995)
- Literary History, Modernism and Postmodernism  (1984)
- Modernist Conjectures: A Mainstream in European Literature 1910-1940 (1988)
- International Postmodernism: Theory and Literary Practice (1997)
- Knowledge and Commitment: A Problem-Oriented Approach to Literary Studies (2000)
- Perfect Worlds: Utopian Fiction in China and the West (2011)

### Hollandul
- Standplaats Peking: Verslag van de Culturele Revolutie (1970)
- Het Chinese alternatief in literatuur en ideologie (1972)
- Chinees dagboek (1981)
- Het Modernisme in de Europese Letterkunde 1910-1940 (1984)

## Fordítás
- Ez a szócikk részben vagy egészben  a   Douwe Fokkema című holland Wikipédia-szócikk ezen változatának fordításán alapul.  Az eredeti cikk szerkesztőit annak laptörténete sorolja fel. Ez a jelzés csupán a megfogalmazás eredetét és a szerzői jogokat jelzi, nem szolgál a cikkben szereplő információk forrásmegjelöléseként.